# Dubai Tennis Championships 2015
Dubai Tennis Championships 2015 (також відомий під назвою Dubai Duty Free Tennis Championships 2015 за назвою спонсора) - чоловічий і жіночий тенісний турнір, що проходив на відкритих кортах з твердим покриттям Aviation Club Tennis Centre у Дубаї (ОАЕ). Належав до серії ATP 500 у рамках Туру ATP 2015 і серії Premier 5 у рамках Туру WTA 2015. Жіночий турнір тривав з 15 до 21 лютого, а чоловічий - з 23 до 28 лютого 2015 року.

## Очки і призові

### Нарахування очок
| Дисципліна                 | П   | Ф   | ПФ  | ЧФ  | 1/8 | 1/16 | 1/32 | Q   | Q2  | Q1  |
| Одиночний розряд, чоловіки | 500 | 300 | 180 | 90  | 45  | 0    | Н/Д  | 20  | 10  | 0   |
| Парний розряд, чоловіки    | 500 | 300 | 180 | 90  | 45  | Н/Д  | Н/Д  | 20  | 0   | 0   |
| Одиночний розряд, жінки    | 900 | 585 | 350 | 190 | 105 | 60   | 1    | 30  | 20  | 1   |
| Жінки, парний розряд       | 900 | 585 | 350 | 190 | 105 | 1    | Н/Д  | Н/Д | Н/Д | Н/Д |

### Призові гроші
| Дисципліна                 | П        | Ф        | ПФ       | ЧФ      | 1/8     | 1/16    | 1/32   | Q2     | Q1     |
| Одиночний розряд, чоловіки | $505,000 | $227,640 | $107,830 | $52,030 | $26,530 | $14,590 | Н/Д    | $910   |        |
| Чоловіки, парний розряд*   | $149,170 | $67,300  | $31,730  | $15,340 | $7,870  | Н/Д     | Н/Д    |        |        |
| Одиночний розряд, жінки    | $456,000 | $227,860 | $113,850 | $52,430 | $26,000 | $13,340 | $7,474 | $3,820 | $1,965 |
| Жінки, парний розряд*      | $130,300 | $65,920  | $32,740  | $16,420 | $8,290  | $4,115  | Н/Д    | Н/Д    | Н/Д    |

*на пару

## Учасники основної сітки в одиночному розряді

### Сіяні
| Країна          | Гравець               | Рейтинг1 | Сіяний |
| --------------- | --------------------- | -------- | ------ |
| Сербія          | Новак Джокович        | 1        | 1      |
| Швейцарія       | Роджер Федерер        | 2        | 2      |
| Велика Британія | Енді Маррей           | 4        | 3      |
| Чехія           | Томаш Бердих          | 8        | 4      |
| Латвія          | Ернестс Гульбіс       | 13       | 5      |
| Іспанія         | Фелісіано Лопес       | 14       | 6      |
| Іспанія         | Роберто Баутіста Аґут | 16       | 7      |
| Бельгія         | Давід Ґоффен          | 20       | 8      |

- Рейтинг подано станом на 16 лютого 2015.

#### Інші учасники
Нижче наведено учасників, які отримали вайлдкард на участь в основній сітці:
- Маркос Багдатіс
- Джеймс Макгі
- Олександр Звєрєв

Нижче наведено гравців, які пробились в основну сітку через стадію кваліфікації:
- Марсель Їльхан
- Фабріс Мартен
- Люка Пуй
- James Ward

Як щасливий лузер в основну сітку потрапили такі гравці:
- Борна Чорич

#### Відмовились від участі
До початку турніру
- Філіпп Кольшрайбер (хвороба) → його замінив  Борна Чорич
- Нік Киріос (травма спини) → його замінив  Сергій Стаховський

#### Знялись
- Маркос Багдатіс (судоми)
- Рішар Гаске (біль у спині)

## Учасники основної сітки в парному розряді

### Сіяні
| Країна     | Гравець         | Країна  | Гравець            | Рейтинг1 | Сіяний |
| ---------- | --------------- | ------- | ------------------ | -------- | ------ |
| США        | Боб Браян       | США     | Майк Браян         | 2        | 1      |
| Нідерланди | Жан-Жульєн Роєр | Румунія | Горія Текеу        | 20       | 2      |
| Канада     | Вашек Поспішил  | Франція | Едуар Роже-Васслен | 22       | 3      |
| Індія      | Роган Бопанна   | Канада  | Деніел Нестор      | 30       | 4      |

- Рейтинг подано станом на 16 лютого 2015.

#### Інші учасники
Нижче наведено пари, які отримали вайлдкард на участь в основній сітці:
- Laslo Djere /  Новак Джокович
- Роджер Федерер /  Міхаель Ламмер

Нижче наведено пари, що пробились в основну сітку через стадію кваліфікації:
- Джеймі Маррей /  Джон Пірс

Пари, що потрапили в основну сітку як щасливі лузери:
- Андрій Голубєв /  Денис Істомін

#### Відмовились від участі
До початку турніру
- Філіпп Кольшрайбер (хвороба)

## Учасниці основної сітки в одиночному розряді

### Сіяні
| Країна     | Гравчиня             | Рейтинг1 | Сіяна |
| ---------- | -------------------- | -------- | ----- |
| Румунія    | Сімона Халеп         | 3        | 1     |
| Чехія      | Петра Квітова        | 4        | 2     |
| Данія      | Каролін Возняцкі     | 5        | 3     |
| Сербія     | Ана Іванович         | 6        | 4     |
| Польща     | Агнешка Радванська   | 8        | 5     |
| Росія      | Катерина Макарова    | 9        | 6     |
| Німеччина  | Анджелік Кербер      | 10       | 7     |
| США        | Вінус Вільямс        | 11       | 8     |
| Німеччина  | Андреа Петкович      | 12       | 9     |
| Італія     | Флавія Пеннетта      | 14       | 10    |
| Чехія      | Луціє Шафарова       | 15       | 11    |
| Сербія     | Єлена Янкович        | 16       | 12    |
| Іспанія    | Карла Суарес Наварро | 17       | 13    |
| Словаччина | Домініка Цібулкова   | 18       | 14    |
| Франція    | Алізе Корне          | 19       | 15    |
| КНР        | Пен Шуай             | 21       | 16    |
| Чехія      | Кароліна Плішкова    | 22       | 17    |

- Рейтинг подано станом на 9 лютого 2015.

#### Інші учасниці
Нижче наведено учасниць, які отримали вайлдкард на участь в основній сітці:
- Ежені Бушар
- Чагла Бююкакчай
- Кейсі Деллаква
- Даніела Гантухова
- Флавія Пеннетта

Учасниці, що потрапили в основну сітку завдяки захищеному рейтингу:
- Віра Звонарьова

Нижче наведено гравчинь, які пробились в основну сітку через стадію кваліфікації:
- Тімеа Бабош
- Юлія Бейгельзимер
- Габріела Дабровскі
- Ярміла Ґайдошова
- Катерина Козлова
- Міряна Лучич-Бароні
- Родіонова Аріна Іванівна
- Ван Цян

Такі тенісистки потрапили в основну сітку як Щасливі лузери:
- Юлія Гергес
- Катерина Сінякова
- Олена Весніна

#### Відмовились від участі
До початку турніру
- Ежені Бушар (травма руки) → її замінила  Катерина Сінякова
- Домініка Цібулкова → її замінила  Олена Весніна
- Варвара Лепченко → її замінила  Моніка Пуїг
- Серена Вільямс (хвороба) → її замінила  Юлія Гергес

#### Знялись
- Кая Канепі
- Коко Вандевей

## Учасниці основної сітки в парному розряді

### Сіяні
| Країна            | Гравчиня          | Країна   | Гравчиня             | Рейтинг1 | Сіяна |
| ----------------- | ----------------- | -------- | -------------------- | -------- | ----- |
| Китайський Тайбей | Сє Шувей          | Індія    | Саня Мірза           | 11       | 1     |
| Росія             | Катерина Макарова | Росія    | Олена Весніна        | 16       | 2     |
| Швейцарія         | Мартіна Хінгіс    | Італія   | Флавія Пеннетта      | 17       | 3     |
| КНР               | Пен Шуай          | Чехія    | Квета Пешке          | 20       | 4     |
| США               | Ракель Копс-Джонс | США      | Абігейл Спірс        | 22       | 5     |
| Іспанія           | Гарбінє Мугуруса  | Іспанія  | Карла Суарес Наварро | 29       | 6     |
| Франція           | Каролін Гарсія    | Словенія | Катарина Среботнік   | 43       | 7     |
| Угорщина          | Тімеа Бабош       | Франція  | Крістіна Младенович  | 44       | 8     |

- Рейтинг подано станом на 9 лютого 2015.

#### Інші учасниці
Нижче наведено пари, які отримали вайлдкард на участь в основній сітці:
- Фатіма Ан-Набхані /  Мона Бартель

Наведені нижче пари отримали місце як заміна:
- Александріна Найденова /  Євгенія Родіна

#### Відмовились від участі
До початку турніру
- Карін Кнапп (хвороба)

## Переможці та фіналісти

### Одиночний розряд, чоловіки
- Роджер Федерер —  Новак Джокович, 6–3, 7–5

### Одиночний розряд, жінки
- Сімона Халеп —  Кароліна Плішкова, 6–4, 7–6(7–4)

### Парний розряд, чоловіки
- Роган Бопанна /  Деніел Нестор —  Айсам-уль-Хак Куреші /  Ненад Зімоньїч, 6–4, 6–1

### Парний розряд, жінки
- Тімеа Бабош /  Крістіна Младенович —  Гарбінє Мугуруса /  Карла Суарес Наварро, 6–3, 6–2